# Gato-Klasse
Die Gato-Klasse war eine Klasse von dieselelektrischen Hochsee-U-Booten im Dienst der United States Navy, die im Schwerpunkt während des Zweiten Weltkrieges eingesetzt wurden. Aus der Gato-Klasse – der Name der Klasse leitete sich ab von einer kleineren Unterart der Katzenhaie (englisch: catshark, umgangssprachlich auch dogfish oder gato genannt) – gingen später die U-Boot-Klassen Balao und Tench hervor. Alle Boote dieses Typs wurden denn auch nach Fischen benannt. Mit über 70 gebauten Einheiten war diese Klasse bezüglich der Zahl der gebauten Boote der zweitumfangreichste U-Boot-Typ in der Geschichte der United States Navy (nach der Balao-Klasse mit 128 Exemplaren).

## Geschichte
Die Boote waren eine Verbesserung beziehungsweise Weiterentwicklung der vorhergegangenen und aus zwölf Einheiten bestehenden Tambor-Klasse. Vor allem wurden die Antriebssysteme verbessert, was den Booten längere Patrouillenfahrten erlaubte. Im Inneren der Boote wurden die Lebensumstände der Besatzung verbessert (s. unten). Die 77 Boote der Klasse wurden in weniger als drei Jahren gebaut, wobei die ersten zwölf Boote zwischen Herbst 1940 und November 1941 beziehungsweise innerhalb von rund 13 Monaten entstanden. Die erste Einheit, die Drum, wurde am 11. September 1940 auf Kiel gelegt (Indienststellung am 1. November 1941); der Namensgeber, die Gato (Stapellauf am 21. August 1941), wurde etwas später, am 31. Dezember 1941, in Dienst genommen. Die Bauwerften waren die Portsmouth Navy Yard, die Manitowoc Ship Building Company, die Electric Boat Corporation und die Mare Island Navy Yard; im Durchschnitt wurden in den Jahren 1942 und 1943 von diesen Werften drei Boote dieses Typs im Monat ausgeliefert. 

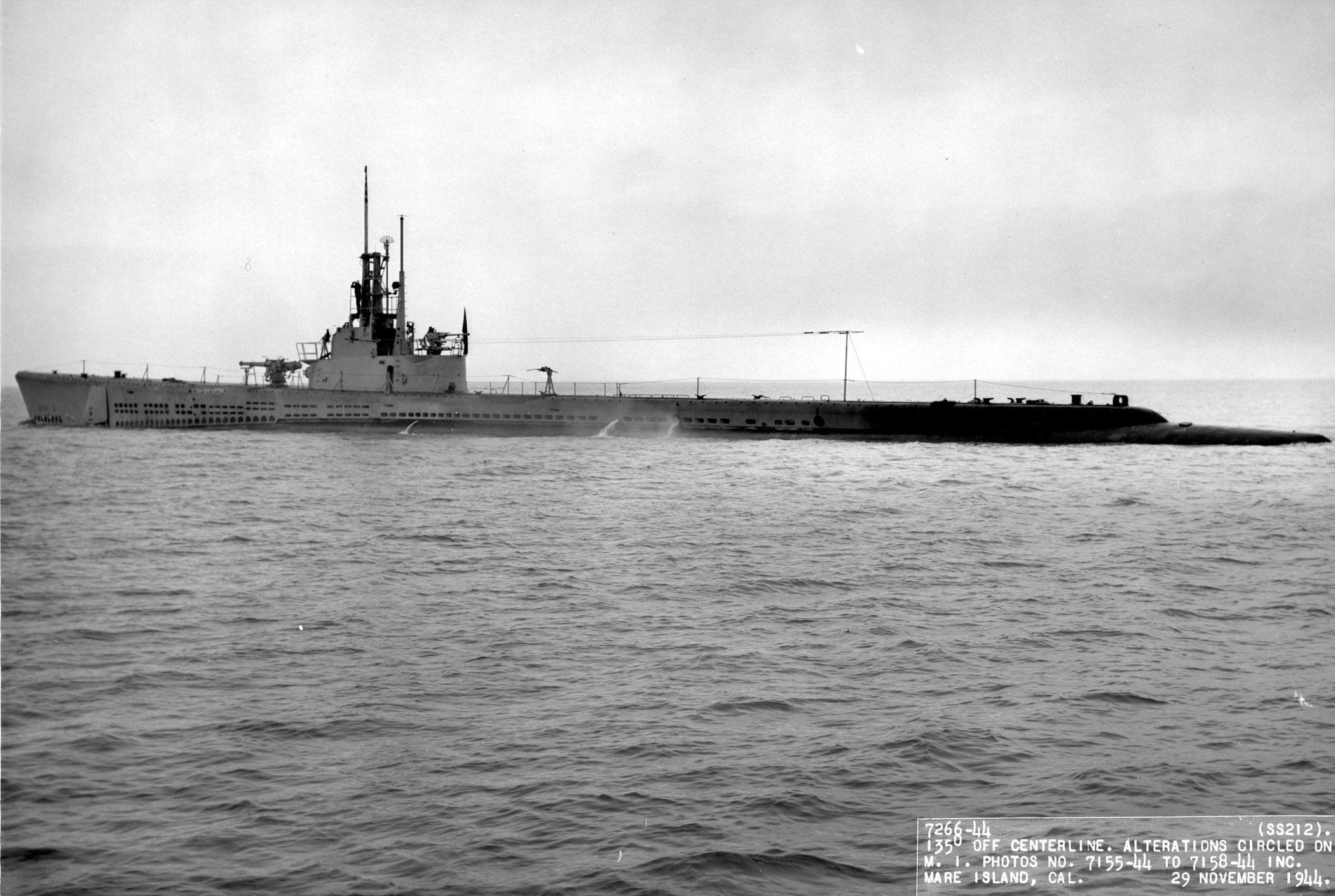
Das Typboot der Klasse: Die USS Gato, hier auf einem Bild aus dem Jahr 1944.

Von einigen wenigen Ausnahmen abgesehen, operierten alle U-Boote dieser Klasse ab dem Frühsommer 1942 auf dem pazifischen Kriegsschauplatz gegen den japanischen Schiffsverkehr. Die Boote der Gato-Klasse trugen, gemeinsam mit den Booten der Balao-Klasse, die indessen erst ab Mitte 1943 der Flotte zuliefen, die Hauptlast des US-Tonnagekrieges gegen Japan. Es handelte sich hierbei, ebenso wie bei den deutschen U-Booten in der Atlantikschlacht, um einen sogenannten uneingeschränkten U-Boot-Krieg. Bereits 1942 versenkten allein US-U-Boote mehr als 600.000 BRT japanischen Handelsschiffsraum, im Laufe des Jahres 1943 stieg dieser Wert auf über 1,3 Millionen BRT an. Eines der erfolgreichsten US-U-Boote im Zweiten Weltkrieg bezüglich der versenkten Handelsschiffstonnage war die Flasher, der insgesamt 21 japanische Schiffe mit über 100.000 BRT zum Opfer fielen.
Auch gegenüber den japanischen Flottenkräften konnten die Boote der Gato-Klasse teils große Erfolge verzeichnen; Boote dieses Typs zeichneten verantwortlich für die Versenkung der beiden großen japanischen Flugzeugträger Taihō (durch das U-Boot Albacore) und Shōkaku (durch die Cavalla) während der Schlacht in der Philippinensee im Sommer 1944. Ferner gelang es beispielsweise dem U-Boot Harder im Juni 1944 während einer einzigen Feindfahrt die drei japanischen Zerstörer Tanikaze, Hayanami und Minazuki durch Torpedoschüsse zu versenken (soweit bekannt, war dies der einzige Fall in der Seekriegsgeschichte, wo einem U-Boot während einer einzelnen Feindfahrt die Versenkung von drei gegnerischen Zerstörern gelang). Darüber hinaus wird den Gato-Klasse-Booten die Versenkung von mindestens fünf japanischen U-Booten sowie auch einem deutschen U-Boot (U 537 durch das U-Boot Flounder im November 1944 in der Javasee) zugeschrieben.
Insgesamt 20 Einheiten der Gato-Klasse gingen während des Zweiten Weltkrieges verloren (eine Verlustquote von rund 26 Prozent), davon 17 nachweislich durch Feindeinwirkung, drei weitere U-Boote gerieten aus nicht genau gesicherten Ursachen (möglicherweise Minentreffer oder Unfälle) in Verlust und gelten als verschollen.
Nach dem Krieg wurden 23 Boote zur Reserveflotte versetzt, wovon einige später dem Greater Underwater Propulsion Power Program zugeordnet wurden. Diese blieben teilweise bis 1969 in Dienst. Zwei Boote wurden ferner ab 1952 zu Testzwecken umgebaut, erhielten die Kennung SSG (Ship Submersible Guided Missile), so etwa die Tunny, und dienten als Test-U-Boote für die seinerzeit neuartigen Regulus-Marschflugkörper. Weiterhin gab die US-Marine in den 1950er-Jahren mehrere Einheiten an verbündete Staaten ab, so gingen je zwei Boote an Italien, die Türkei, an Griechenland und Brasilien; ein weiteres Boot, die Mingo, wurde zudem 1955 dem ehemaligen Kriegsgegner Japan übergeben und blieb dort (unter dem Namen Kuroshio) bis 1966 in Dienst. 1951/52 wurden ferner sechs Boote im Rahmen des Programms Migraine III zu Radarvorpostenunterseebooten (SSR) umgerüstet.
Heute sind sechs Boote noch erhalten und in den USA als Museumsschiffe ausgestellt.

## Technik und Ausrüstung
Die U-Boote der Gato-Klasse waren maximal 95,33 Meter lang und 8,30 Meter breit. Aufgetaucht betrug der Tiefgang 4,65 Meter. Der Rumpf – es handelte sich durchweg um Zweihüllenboote – war in acht wasserdichte Abteilungen unterteilt. Die reguläre Besatzungsstärke betrug gemäß der Planungsvorgaben 60 Mann, in späteren Kriegsjahren wuchs sie allerdings, bedingt durch eine verstärkte Flugabwehr und durch die Radarausstattung, auf teils bis zu 90 Mann an.

### Besonderheiten und Ausstattung
Die reguläre Tauchtiefe der Boote betrug 300 Fuß (ca. 91 Meter). Die Maximaltauchtiefe im Notfall lag bei 450 Fuß (ca. 140 Meter). Die Gato-Klasse-Boote, im Vergleich zu deutschen oder einigen britischen Pendants relativ groß, benötigten zum Abtauchen auf Sehrohrtiefe vergleichsweise lange (etwa 60 Sekunden). Erfahrene US-Besatzungen erreichten allerdings in späteren Kriegsjahren auch Tauchzeiten von 35 bis 40 Sekunden, womit die Tauchzeit immer noch länger war als beispielsweise bei den (wesentlich kleineren) deutschen Klasse-VII-U-Booten. Um die Abtauchzeiten zu verringern, wurden in späteren Kriegsjahren auch zusätzliche Flutungslöcher in die Plattformen am Turm sowie in die Seitenwände der Turmverkleidung geschnitten. Da die Gato-Klasse-Boote für die Weiten des pazifischen Raumes konzipiert worden waren, also auch in tropischen Gewässern und dies über längere Zeiträume und Distanzen zum Einsatz kommen sollten, besaßen alle Einheiten eine Klimaanlage, Meerwasserentsalzungsanlagen und Waschmaschinen für die Bekleidung der Besatzung. Auch Gefriertruhen für leicht verderbliche Lebensmittel befanden sich an Bord. Zudem wurde verstärkt auf die Wohnlichkeit innerhalb der U-Boote geachtet, so verfügten alle Besatzungsmitglieder über eine eigene Koje, was etwa bei deutschen und britischen U-Booten nicht der Fall war.
Ab 1942 wurde der Turm der U-Boote, der bei den ersten rund zwei Dutzend gebauten Booten noch vergleichsweise voluminös und hoch ausgefallen war, in der Höhe verringert, um so eine niedrigere Silhouette zu erreichen. Zudem wurden vor und achtern des Turmes Plattformen zur Aufnahme von 20-mm- und 40-mm-Flugabwehrgeschützen angebracht (siehe Bewaffnung).

### Bewaffnung und Sensoren

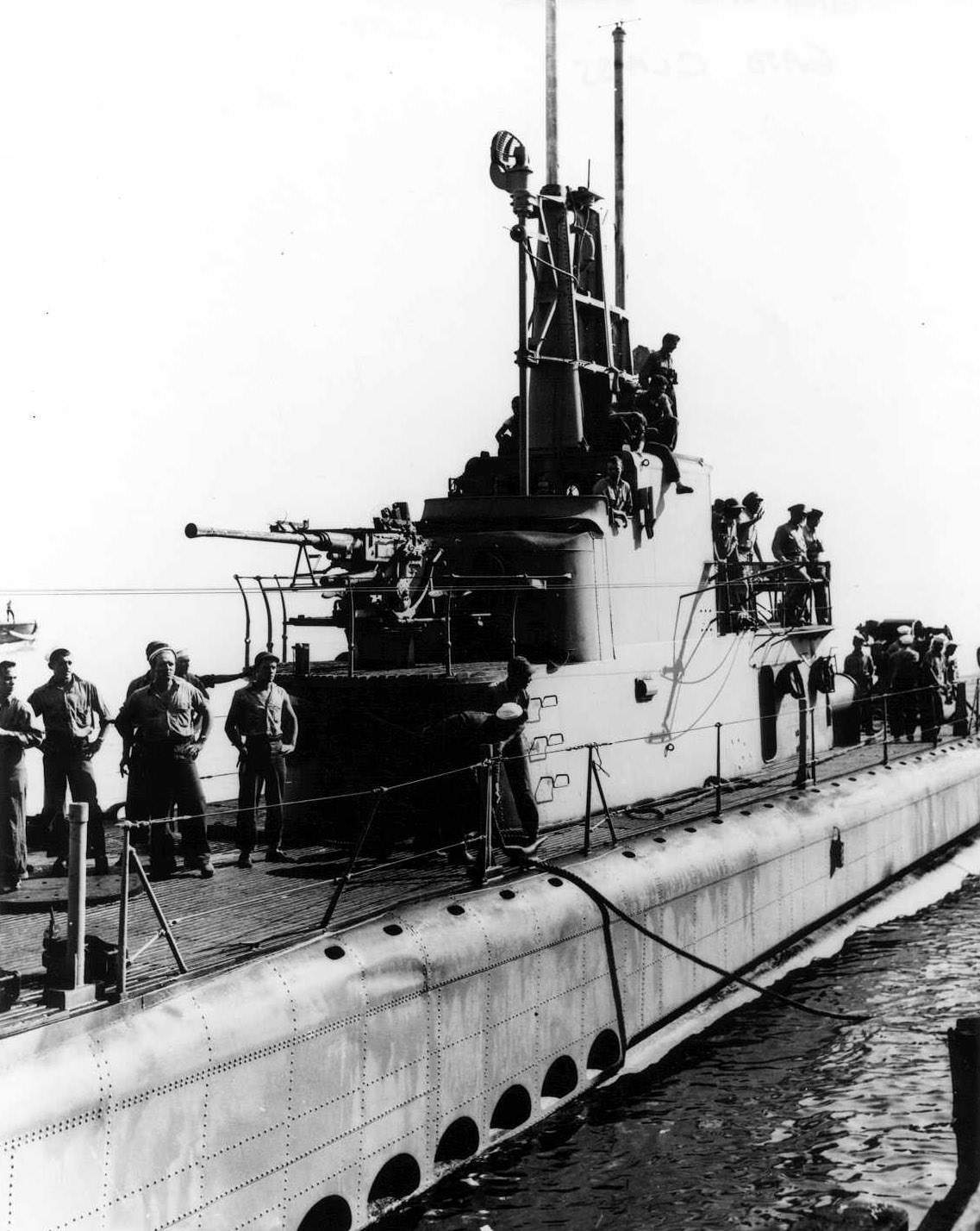
Das U-Boot Gabilan, hier mit einem 40-mm-Geschütz auf einer Plattform am Turm (1944).

Die Bewaffnung der Gatos bestand aus einem Deckgeschütz auf dem Oberdeck, wobei sich diese Kanone zumeist hinter dem Turmaufbau befand, sowie anfangs je zwei Maschinengewehren im Kaliber 12,7 mm und 7,62 mm auf Plattformen am Turm. Ein Teil der Maschinengewehre wurde im Laufe des Krieges gegen 20-mm-Oerlikon-Kanonen oder teils sogar gegen ein 40-mm-Bofors-Geschütz ausgetauscht. Das Kaliber des Deckgeschützes betrug entweder 3 Zoll/50 Kaliber (76,2 mm, Mark 18) oder 4"/50 (102 mm, Mark 9) oder 5"/25 (127 mm, Mark 17 beziehungsweise Mark 40). Letztgenannte Kanone kam allerdings erst zu Ende des Zweiten Weltkrieges (eines der ersten Boote, das diese Kanone erhielt, war Haddock) und auch nicht auf allen Booten zum Einbau. Hinzu kam, dass die Munition für das 127-mm-Geschütz relativ groß und schwer war – das Gewicht lag bei über 36 Kilogramm, die Gesamtlänge der Geschosse (inklusive Kartusche) betrug etwa 1,15 Meter –, was die Handhabung derselbigen auf dem oftmals nassen und schmalen U-Boot-Deck erschwerte. Die Deckbewaffnung variierte insofern von Boot zu Boot teils erheblich (s. Anmerkung). Die Torpedobewaffnung bestand aus zehn Torpedorohren, wobei sich sechs im Bug und vier im Heck befanden, mit einem Durchmesser von 21 Zoll (533 mm). Dafür führte jedes Boot insgesamt 24 Torpedos mit. Optional konnten auch bis zu 40 Seeminen aufgenommen werden, wobei dann die Zahl der mitgeführten Torpedos allerdings auf nur mehr vier verringert werden musste.

Die Einheiten der Gato-Klasse waren darüber hinaus mit Radar ausgestattet. So verfügten die Boote ab Sommer 1942 einerseits über ein Luftwarn-Radar (Typ SD) mit rund 20 Kilometern Reichweite und andererseits über ein Oberflächen-Suchradar (Typ SJ, auch SJ-1-Radar) zur Erkennung und Bekämpfung von Überwasserzielen. Letzteres, auf 10-Zentimeter-Welle arbeitend, konnte einzelne Handelsschiffe bis auf etwa 15 Kilometer Entfernung und Geleitzüge gar bis auf rund 17 Kilometer Entfernung auffassen; größere Kriegsschiffe, etwa Flugzeugträger, sollen sogar bis auf knapp 23 Kilometer Distanz erkannt worden sein. Die Boote verfügten ferner über einen mechanischen Feuerleitrechner zur Berechnung der Torpedoschussbahnen. 

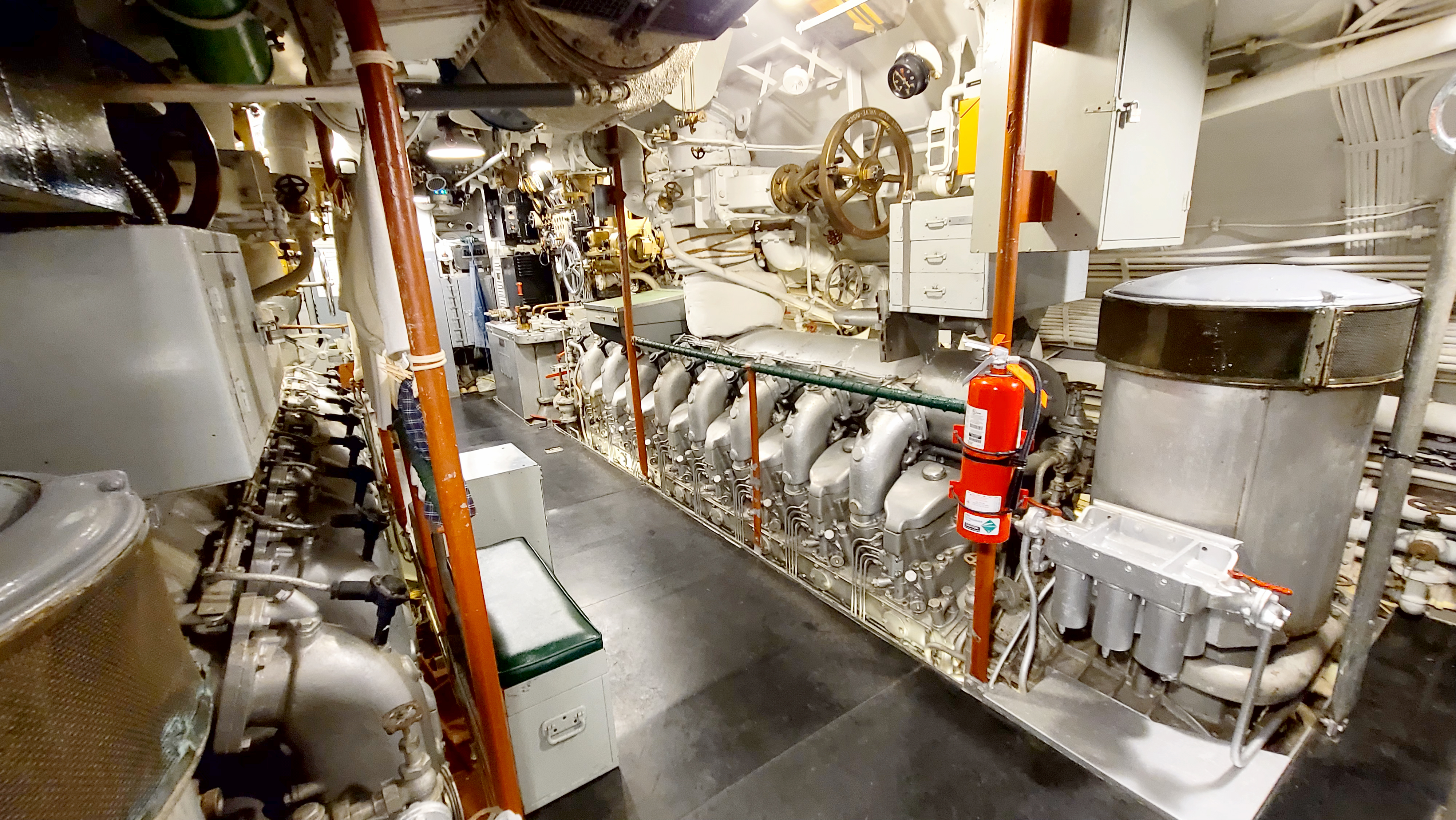
Blick in den Maschinenraum des Museums-U-Bootes Cod; hier die Dieselmaschinen (gebaut von der Cleveland Diesel Engine Division)
. Das U-Boot liegt in Cleveland verankert.

### Maschinenanlage
Es gab zwei Dieselmaschinenräume und einen E-Maschinenraum an Bord. Der Hauptantrieb der Gato-Klasse bestand aus vier Dieselgeneratoren, die entweder von der Cleveland Diesel Engine Division (einem Subunternehmen von General Motors) oder von Fairbanks Morse stammten (wobei dies die Boote mit den Kennungen SS-228 bis SS-239 und SS-275 bis SS-284 betraf), und vier Elektromotoren von der Elliott Company, von General Electric oder von Allis-Chalmers. In Überwasserfahrt versorgten die Dieselmotoren das Boot und die beiden Elektromotoren mit Strom. Unterwasser standen dafür zwei Batterieblöcke mit je 126 Zellen zur Verfügung, die in Überwasserfahrt von den Dieselgeneratoren aufgeladen wurden. Auf die zwei Propeller wirkten rund 5.600 PS (Dieselmaschinen) oder 2.740 PS (E-Motoren). Damit erreichten die Einheiten eine Höchstgeschwindigkeit von 20,25 Knoten (ca. 37,5 km/h) an der Wasseroberfläche und 8,75 Knoten (rund 16 km/h) auf Tauchfahrt. Die Reichweite an der Oberfläche und mit einem maximalen Dieselvorrat von 472 ts betrug bei zehn Knoten etwa 11.800 Seemeilen, getaucht konnten die Boote bei zwei Knoten ungefähr 48 Stunden agieren. Die reguläre Patrouilleneinsatzzeit lag bei 75 Tagen.

## Trivia
Am 2. September 1944 gelang dem U-Boot Finback nahe Chichi-jima die Rettung des im Meer treibenden Lieutenant Junior Grade George H. W. Bush, dessen Flugzeug zuvor durch japanisches Flakfeuer abgeschossen worden war. Bush wurde über 40 Jahre später (von 1989 bis 1993) der 41. Präsident der Vereinigten Staaten.